# Bârnova
Bârnova é uma comuna romena localizada no distrito de Iaşi, na região de Moldávia. A comuna possui uma área de 42.35 km² e sua população era de 4405 habitantes segundo o censo de 2007.